# Johann Baptist Kirner

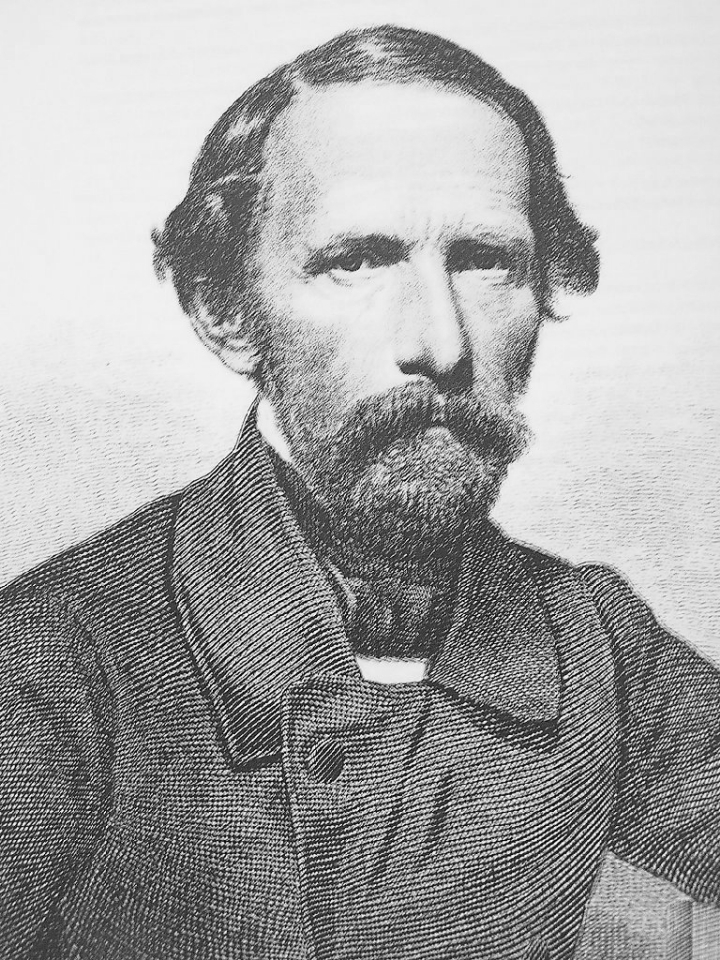
Johann Baptist Kirner (Jahr unbekannt)

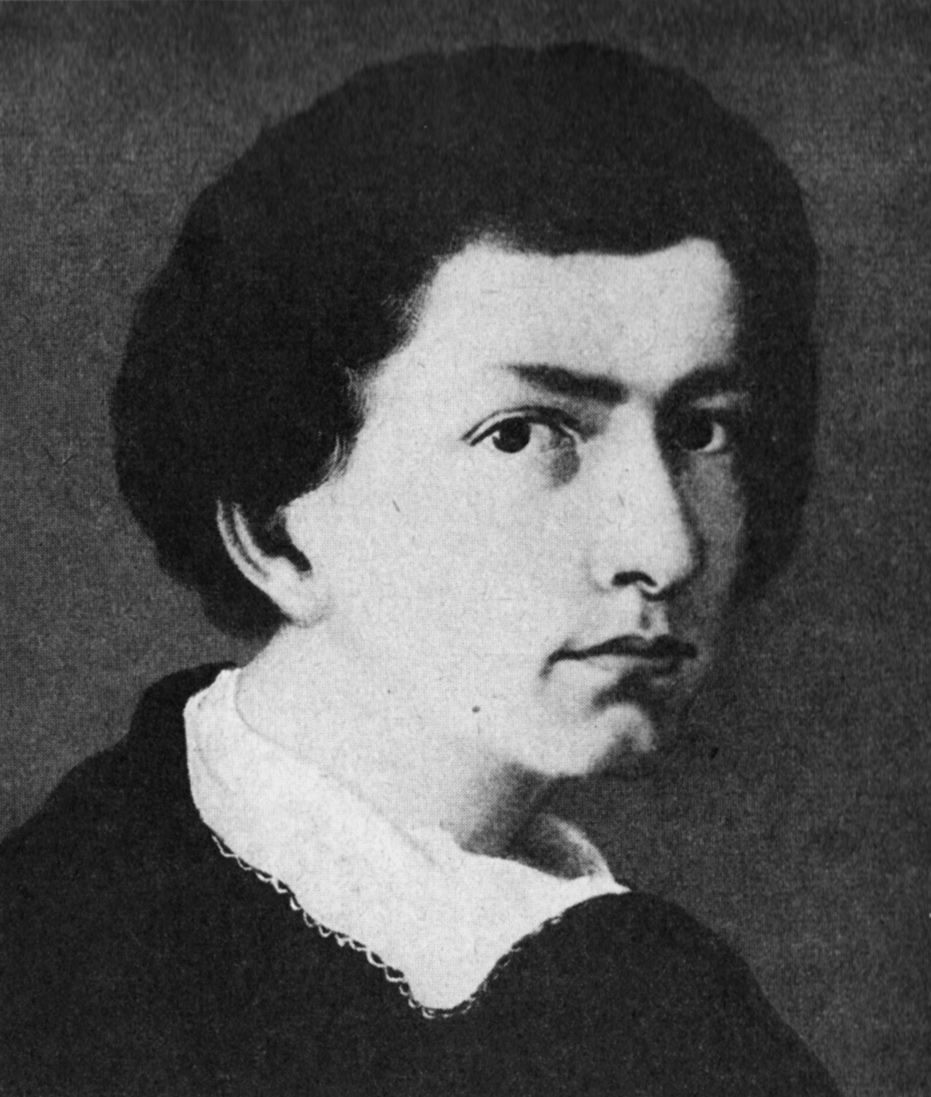
Selbstbildnis Kirners „im 17. Jahr“ (1822)

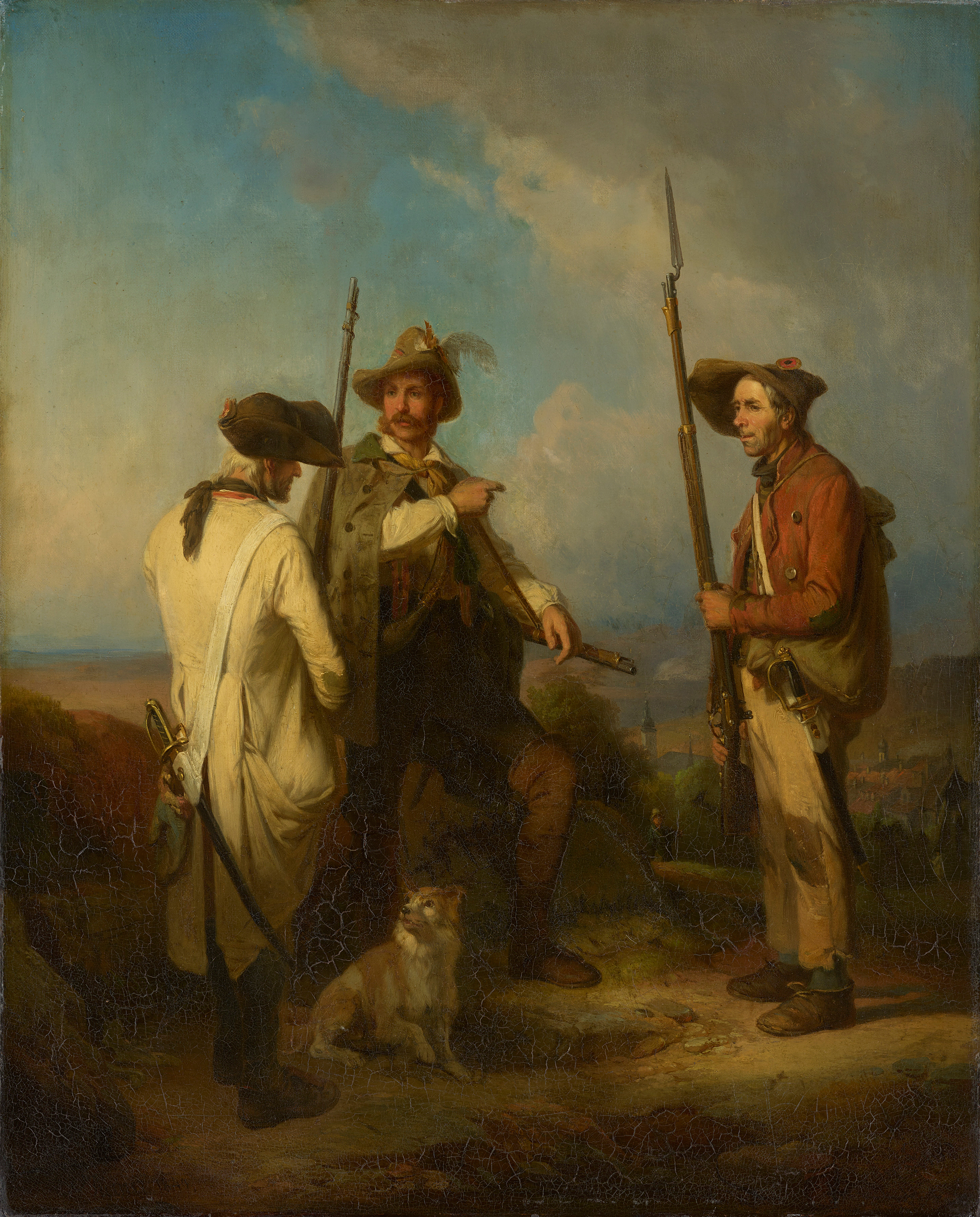
Ein badischer Freischärler mit seinen beiden Ordonnanzen, 1849, 1849

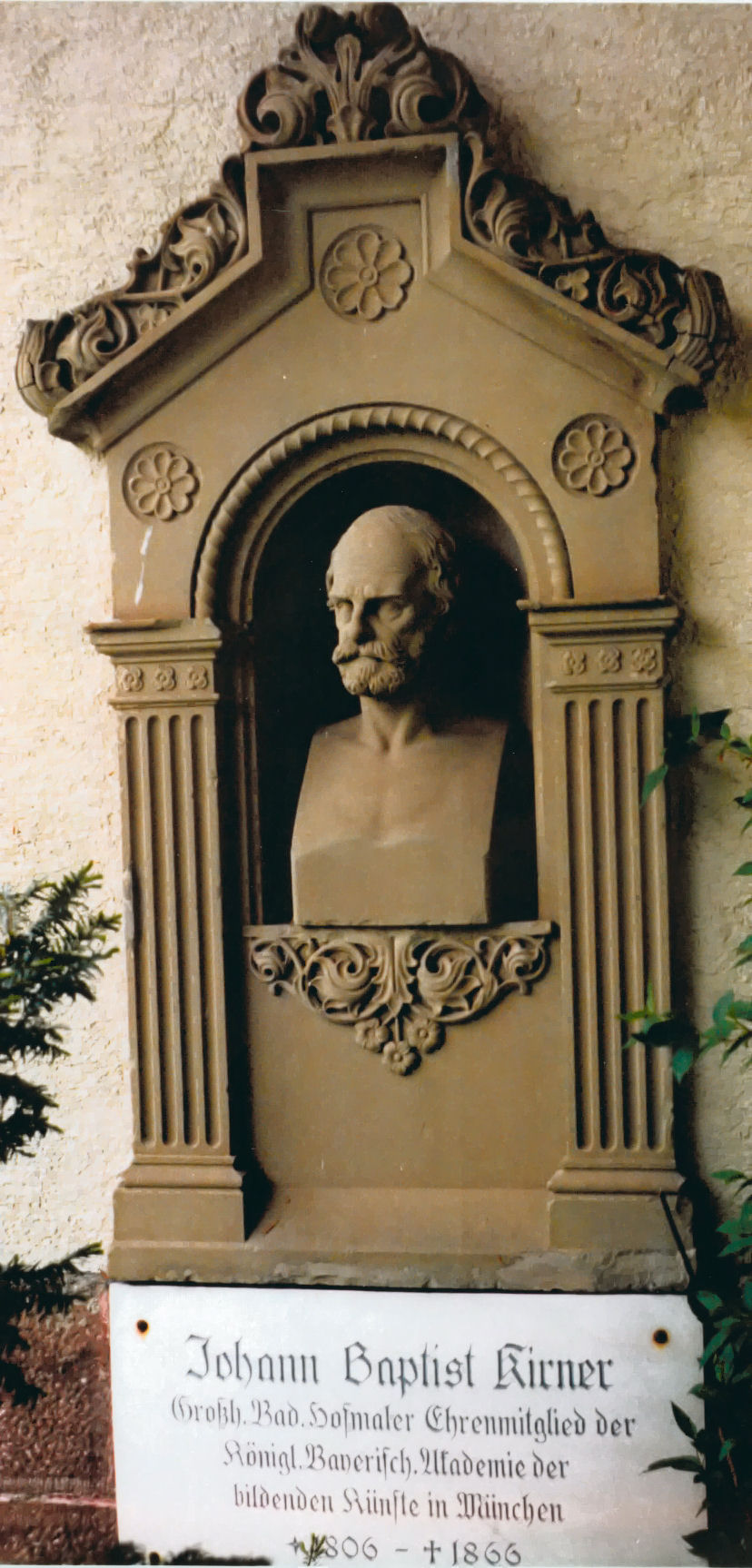
Kirners Grabstein auf dem Friedhof in Furtwangen

Johann Baptist Kirner (* 25. Juni 1806 in Furtwangen im Schwarzwald; † 19. November 1866 ebenda) war ein deutscher Maler.

## Leben
Johann Baptist Kirner zählt zu den bedeutendsten Vertretern der deutschen Genremalerei im 19. Jahrhundert.

### Familie
Johann Baptist Kirner war das siebte Kind des Schuhmachers Johannes Baptist Kirner (1767–1835), genannt Schuhpeter-Hänsle, und der Genofeva Kirner, geborene Dilger (1765–1838). Sein älterer Bruder Lukas Kirner (1794–1851) war Porträtmaler. Johann Baptist wuchs in recht bescheidenen Verhältnissen in Furtwangen im Hochschwarzwald auf.

### Ausbildung und erste Werke
Aus finanziellen Gründen musste Kirner zunächst auf eine künstlerische Ausbildung verzichten. Von 1820 bis 1822 ging er bei einem Kutschenmaler und Lackierer in Freiburg i. Br. und bei einem Dekorationsmaler in Villingen in die Lehre.
Am 1. Januar 1822 wurde er auf Betreiben seines Bruders Lukas, der die Königliche Höhere Kunstschule in Augsburg besuchte, ebenfalls in diese aufgenommen. Der Direktor Clemens von Zimmermann bescheinigte ihm sehr gute künstlerische Leistungen, die 1822 und 1823 mit Preismedaillen ausgezeichnet wurden.
Im Mai 1824 wechselte er an die Königlich Bayerische Akademie der bildenden Künste in München und studierte bis 1829 das Fach Historienmalerei unter Peter von Cornelius und Clemens von Zimmermann. Mittels Fürsprache der großherzoglich-badischen Hofmalerin Marie Ellenrieder bei Großherzog Leopold erhielt er finanzielle Unterstützung aus dem großherzoglich-badischen Fonds für Künste und Wissenschaften. Mit dem ebenfalls durch Ellenrieder vermittelten Auftragswerk „Heilige Familie mit der heiligen Elisabeth und Johannes dem Täufer“, (1829), heute Altarbild in St. Martin in Appenweier-Urloffen, ist ein erstes Auftragswerk fassbar, das noch den Einfluss der Nazarener verrät. Doch bleibt dies eine Ausnahme im Werk, da sich Kirner schon bald der Genremalerei zuwendet.
In den 1820er Jahren entstanden erste Porträts von Familienmitgliedern und anderen Personen aus Furtwangen sowie Gemälde nach Gedichten von Johann Peter Hebel.

### Künstlerischer Durchbruch und Italienreise
Auch nach seiner Studienzeit hielt sich Kirner weiterhin in München auf und arbeitete als freischaffender Künstler. Seine Gemälde stellte er vor allem im Münchner Kunstverein aus, dem er schon zu Studienzeiten am 3. Juni 1828 beitrat. Mit dem Gemälde „Ein Schweizer Gardist erzählt in seiner Heimat die Erlebnisse während der Pariser Juli-Revolution von 1830“ gelang ihm 1831 der Durchbruch als Maler. Das Gemälde machte den jungen Künstler auch über die Landesgrenzen hinweg bekannt und wurde schon bald vielfach kopiert. Der Erfolg verschaffte ihm ein Reisestipendium, das aus dem Fonds für Künste und Wissenschaften des großherzoglich-badischen Hofes finanziert wurde. Kirner trat seine Italienreise am 10. September 1832 von München aus an. Er traf am 16. Oktober 1832 in Rom ein und hielt sich bis (wahrscheinlich Oktober) 1837 und wohl noch einmal 1838/39 dort auf. Im Herbst 1837 floh er vor einer Choleraepidemie aus Rom und ging für ein Jahr nach Wien. Dort malte er die Gemälde „Spielende Kinder“ und „Letzter Segen“. In Rom teilte er sich von 1832 bis 1834 mit seinem Schwarzwälder Künstlerfreund Franz Xaver Winterhalter Atelier und Wohnung. Im Frühjahr 1833 bereiste Kirner mit Winterhalter den Golf von Neapel und sie erkundeten die nahegelegenen Inseln und die Umgebung. Zahlreiche erhaltene Skizzenbücher aus dieser Zeit und Studienblätter bezeugen Kirners intensive künstlerische Auseinandersetzung mit der italienischen Landschaft und deren Bewohnern. In seiner vergleichsweise kurzen Italienzeit schuf Kirner zahlreiche Hauptwerke und verfeinerte seinen Malstil.

### Großherzoglich-badischer Hofmaler in Karlsruhe und Maler in München
Nach seiner Rückkehr aus Italien ernannte der badische Großherzog Leopold Kirner am 19. Juli 1839 zu seinem Hofmaler, zunächst unbezahlt. Sein Gemälde „Rückkehr der Landleute von der Preisvertheilung des landwirthschaftlichen Vereins im Großherzogthum Baden“ wurde vom Großherzog für 200 Louisdor für seine Privatgalerie erworben. In einem persönlichen Gratulationsschreiben bekundete der Großherzog Kirner seine Anerkennung für das Gemälde. Seit dem 1. Januar 1842 bezog der Maler ein jährliches Gehalt von 400 Gulden bei Ablieferung eines Pflichtbildes alle zwei Jahre. Von 1842 bis 1844 hielt sich Kirner in Karlsruhe auf und malte sein Auftragswerk „Jagdpartie im Großherzoglichen Wildpark bei Karlsruhe“ – ein Repräsentationsbild im Genrestil – für den Großherzog Leopold von Baden.
1844 ließ er sich endgültig in München nieder und war dort bis 1865 gemeldet. Am badischen Hof in Karlsruhe reichte er jährlich Urlaubsgesuche ein. Die lebenslange Bewilligung der eingereichten Gesuche zeigt die große mäzenatische Unterstützung des Malers durch den badischen Großherzog Leopold.
Zum Münchner Künstlerfreundeskreis um Kirner gehörten unter anderem Carl Spitzweg, Eduard Schleich der Ältere, Philipp von Foltz, Moritz von Schwind und Caspar Kaltenmoser. Kirner war Mitglied in den Münchner Künstlergesellschaften „im Stubenvoll“ und „Jung-München“. Am 28. November 1856 wurde er zum Ehrenmitglied der Königlich Bayerischen Akademie der bildenden Künste in München ernannt.

### Letzte Jahre und Tod
Schon in den 1830er Jahren plagten Kirner gesundheitliche Probleme, die sich zwar während seines Italienaufenthalts deutlich verbesserten, aber wohl nie gänzlich verschwanden. 1852 ging er für einen längeren Kuraufenthalt nach Rippoldsau. Im Sommer 1865 verließ er München und begab sich in die pflegerische Obhut seiner Schwester Karoline Duffner (1804–1873) in Furtwangen. Noch wenige Monate vor seinem Tod hoffte er auf gesundheitliche Besserung, wie in einem Brief vom 4. Juli 1866 an Carl Spitzweg zu lesen ist. Haupterbe von Kirners künstlerischem Nachlass von über 400 Ölstudien ist das Großherzogliche Kunstkabinett in Karlsruhe, dessen Bestände heute zur Staatlichen Kunsthalle Karlsruhe gehören. Ein weiteres umfangreiches Konvolut von hunderten von Zeichnungen gelangte in Form mehrerer Schenkungen und gezielter Ankäufe in den Jahren 2003 bis 2006, 2013 und vor allem 2018 an das Freiburger Augustinermuseum, das auch etliche Gemälde in Vorbereitung der großen Kirner-Retrospektive 2021 erwarb.
Kirners Grabstein auf dem Friedhof von Furtwangen wurde durch einen Verwandten, dem deutschen Bildhauer Adolf Heer (1849–1898) angefertigt. Im Stadtteil Waldsee der Stadt Freiburg im Breisgau erinnert die Kirnerstraße an den Maler.

## Bildthemen und -motive
Die Bildthemen und -motive für seine Gemälde fand Johann Baptist Kirner im Schwarzwald, in Italien, Karlsruhe und Bayern – den Stationen seines Lebens. Neben dem einfachen Leben der Landbevölkerung thematisiert Kirner auch große zeitgeschichtliche Meilensteine, wie die revolutionären Umbrüche in Baden und Europa sowie die neue Errungenschaft der Eisenbahn. Porträts von Familienangehörigen und von Personen aus Furtwangen bilden seine künstlerischen Anfänge in den 1820er Jahren. Erste Genrebilder entstehen zeitgleich nach Gedichten von Johann Peter Hebel (Der Statthalter von Schopfheim, Der Karfunkel, Der Schmelzofen).

### Bildversionen und Kopien
Von zahlreichen Gemälden Kirners existieren mehrere Bildversionen, welche die ökonomische Arbeitsweise des Künstlers dokumentieren. Zahlreiche Pauspapiere zu Gemälden befinden sich im Augustinermuseum Freiburg. Sie wurden zur Übertragung der Umrisslinien auf die grundierte Leinwand oder einen Zwischenträger benutzt, was dem Künstler ein einfaches und zeitsparendes Kopieren eines vorhandenen Hauptbildmotivs ermöglichte. Während die so kopierte Hauptgruppe auf beiden Gemäldeversionen übereinstimmt, veränderte der Maler die jeweilige Umgebung. Die einzelnen Gemäldeversionen sind so nie genaue Kopien der Erstwerke, sondern besitzen Unikatcharakter.
Von mindestens vier Gemälden Kirners sind Kopien von fremder Hand greifbar. Es handelt sich dabei um die „Kartenschlägerin“ des Monogrammisten C. V. im Badischen Landesmuseum in Karlsruhe (Inv. 83/260); „Spielende Kinder“ von unbekannter Hand im Augustinermuseum, Städtische Museen Freiburg (Inv. 2020/106); „Italienische Hirtenfamilie“ von Giuseppe Palizzi, versteigert über Hampel Fine Art Auctions am 3. Dezember 2020, Los 1225 und „Der Schweizer Gardist“ von Johann Baptist Awert, Fürstlich Fürstenbergische Sammlungen Donaueschingen, Inv. 169.

### Stil
In seinen ersten Jahren an der Münchner Akademie wurde Kirner stark von dem linearen, zeichenhaften Stil seiner Lehrer Peter von Cornelius und Clemens von Zimmermann geprägt. Seine Darstellung der Heiligen Familie in der Pfarrkirche St. Martin in Appenweier-Urloffen steht ganz in der malerischen Tradition der Nazarener. Aber auch Anklänge an die niederländische Genremalerei lassen sich zeitgleich in seinem „Statthalter von Schopfheim“ finden. Schon vor seiner Reise nach Italien ist das Gemälde „Ein Schweizer Gardist erzählt in seiner Heimat seine Erlebnisse während der Pariser Juli-Revolution von 1830“ wegweisend für seine weitere Entwicklung als Künstler. Diese Genremalerei handelt nicht nur vom alltäglichen Leben der Menschen. Kirner vermittelt hier auch eine vielschichtige Erzählung und bettet die Szenerie in die Zeitgeschichte ein. Während der gemeinsamen Zeit in Rom sind sich Johann Baptist Kirner und Franz Xaver Winterhalter stilistisch sehr nah. In realistischen Skizzen versuchen beide, das mediterrane Leben der Menschen rund um Rom zu erkunden und zu Papier zu bringen. Nach den Skizzen und Zeichnungen entstanden komponierte und idealisierte Gemälde, die einen romantisch-sehnsüchtigen Blick auf das Leben der Menschen in Italien werfen. Während Winterhalter in seinen Bildern den Fokus auf die menschliche Physiognomie legte, ist Kirner der Mensch und sein Eingebundensein in seine jeweilige Umgebung wichtiger. Diese Darstellung des Menschen in seinem jeweiligen Umfeld führt zu einem ausgeprägten Realismus, auch wenn die Szenerie oftmals komponiert und für die jeweilige Erzählung arrangiert wurde.

## Werke (Auswahl)
Zahlreiche Arbeiten befinden sich heute in der Staatlichen Kunsthalle Karlsruhe und in Privatbesitz. Ein Großteil des zeichnerischen Nachlasses bewahrt das Augustinermuseum Freiburg auf. Weitere Werke besitzen das Badische Landesmuseum in Karlsruhe, das Museum Georg Schäfer in Schweinfurt, die Hamburger Kunsthalle, die Kunsthalle Bremen, das Kunstmuseum Rigaer Börse, Lettland, das Haus Baden in Salem, das Museum Biberach in Biberach an der Riß, das Museum „Gasthaus Arche“ in Furtwangen, die Fürstlich Fürstenbergischen Sammlungen in Donaueschingen und das Münchner Stadtmuseum.
- Der Statthalter von Schopfheim, 1825/26, Gemälde (Fürstlich Fürstenbergische Sammlungen, Donaueschingen, Inv. FFSD 216)
- Karoline Duffner als Strohflechterin, 1826, Gemälde (Sammlung Guido Staeb, Kuppenheim)
- Heilige Familie mit der heiligen Elisabeth und Johannes dem Täufer, 1829, Altargemälde, (Pfarrkirche St. Martin, Appenweier-Urloffen)
- Das Zusammentreffen von Raffael und Michelangelo in einer römischen Osteria, 1833, Gemälde, Privatbesitz
- Ave Maria, Standort unbekannt
- Der Improvisator, 1836, Gemälde (Kunsthalle Hamburg, Inv. HK-3190)
- Jesuiten auf der Flucht, Standort unbekannt
- Italienische Wallfahrer, vor einem Madonnabilde ausruhend (bei Cervara), 1834, Kunstmuseum Rigaer Börse, Riga, Lettland[12]
- Die versprengten Freischärler in den Bergen des Schwarzwaldes (ehemals in der Neuen Pinakothek München)
- Eine Jagdpartie im Großherzoglichen Wildpark bei Karlsruhe, 1842, Gemälde (Haus Baden, Salem, Inv. 00447)
- Rückkehr der Landleute von der Preisvertheilung des landwirthschaftlichen Vereins im Großherzogthum Baden, 1841, Gemälde (Staatliche Kunsthalle Karlsruhe, Inv. 564)
- Die Kartenschlägerin, 1846, Gemälde (Augustinermuseum, Städtische Museen Freiburg, Inv. 01581); Zweitversion von 1847, einst in der Neuen Pinakothek in München, ist verschollen; Kopie des Monogrammisten C. V. im Badischen Landesmuseum, Inv. 83/260
- Die Kinderwehr – Szene aus der italienischen Revolution, 1848, Gemälde (Staatliche Kunsthalle Karlsruhe, Inv. 562)
- Ein badischer Freischärler mit seinen beiden Ordonnanzen (Augustinermuseum Freiburg, Inv. M 94/003), Zweitversion als Dauerleihgabe von privat im Badischen Landesmuseum, Karlsruhe, Inv. L 246
- Italienisches Landvolk im Gebet vor einem Bildstock unweit von Cervara (Augustinermuseum Freiburg, Inv. M 30/018)
- Ein Schweizer Gardist erzählt in seiner Heimat seine Erlebnisse während der Pariser Juli-Revolution von 1830, 1831, Gemälde (Staatliche Kunsthalle Karlsruhe, Inv. 563)
- Spielende Kinder, 1838, Gemälde, (Augustinermuseum, Städtische Museen Freiburg, Inv. 2021/001)
- Verabschiedung in Rom und Empfang in München 1839, um 1839, Federlithographie (Sammlung Guido Staeb, Kuppenheim)
- Die fromme Gabe, 1839 und 1840, zwei Gemäldeversionen, Privatbesitz
- Haberfeldtreiben, 1854, Gemälde, Privatbesitz
- Eine Uhrmachers-Familie im Schwarzwalde, 1859, Gemälde, Privatbesitz

| Bild | Titel, Entstehungszeit                                                          | Größe, Material                                                                | Sammlung/Besitzer          |
| --- | ------------------------------------------------------------------------------- | ------------------------------------------------------------------------------ | -------------------------- |
| Zeichnung einer Jagdpartie mit erlegtem Hirsch | Großherzogliche Jagdpartie mit erlegtem Hirsch (Vorzeichnung), vor 1842         | 37,2 × 53,1 cm, Zeichenkohle und Bleistift auf beigefarbenem Velinpapier       | Augustinermuseum, Freiburg |
| Gemälde mit Darstellung einer Jagdszene | Großherzogliche Jagdpartie (Ölskizze), vor 1842                                 | 13,3 × 17,9 cm, Ölfarbe auf Papier, kaschiert auf Karton                       | Augustinermuseum, Freiburg |
| Die Familie ist versammelt um den Tisch in der Stube. Am Tisch legt eine alte Frau Karten aus. Der Vater lehnt sich, von der Vorhersage erschreckt, zurück.                                                                                                   | Die Kartenschlägerin, 1846                                                      | 83,5 × 98,0 cm, Ölfarbe auf textilem Träger, doubliert                         | Augustinermuseum, Freiburg |
| | Lauschende junge Schwarzwälderin (mit Nähkorb), vor 1846                        | 35,0 × 17,9 cm, Bleistift auf beigefarbenem Velinpapier                        | Augustinermuseum, Freiburg |
| Porträtzeichnung mit Bleistift einer Bäuerin in Tracht | Bäuerin aus dem Kinzigtal (Gutach) mit Bollenhut über einer Florhaube, vor 1846 | 35,0 × 22,0 cm, Bleistift auf beigefarbenem Velinpapier                        | Augustinermuseum, Freiburg |
| Gemälde mit mehreren Personen zum Teil kniend vor einem Bildstock | Italienisches Landvolk im Gebet vor einem Bildstock unweit von Cervara, 1834    | 28,4 × 34,5 cm, Ölfarbe auf Papier, auf Pappe aufgezogen                       | Augustinermuseum, Freiburg |
| Bleistiftzeichnung einer betenden Pilgerin mit Schleier | Kniende Pilgerin beim Gebet, vor 1834                                           | 42,0 × 26,9 cm, Bleistift und Kreide, weiß gehöht, auf hellbraunem Velinpapier | Augustinermuseum, Freiburg |
| Farbzeichnung mit einer Frau, die einen Krug auf dem Kopf trägt und ein Kind an der Hand führt. Vor der Frau steht ein Kind mit einem zerbrochenen Krug vor den Füßen, dass sich ein Tuch vor das Gesicht hält.                                               | Der zerbrochene Krug, um 1834                                                   | 53,9 × 43,8 cm, Ölfarbe und Pastell über Bleistift auf Papier                  | Augustinermuseum, Freiburg |
| Gemälde mit einem jungen Herren auf einem Stuhl der vom Barbier mit einem Rasiermesser die Haare geschoren bekommt. Daneben sitzt ein älterer Herr in einem Sessel und beobachtet die Szene.                                                                  | Beim Barbier, 1832/37                                                           | 29,1 × 37,0 cm, Ölfarbe auf Papier                                             | Augustinermuseum, Freiburg |
| Gemälde mit spielenden Kindern. Ein junger Hirte stellt sich als Reittier zur Verfügung, ein gelocktes kleines Mädchen sitzt auf seinem Rücken. Eine junge Frau domestiziert den Hirten mit Zügel und Reitpeitsche.                                           | Spielende Kinder, 1838                                                          | 62,5 × 47,4 cm, Ölfarbe auf Jute                                               | Augustinermuseum, Freiburg |
| Das ovale Gemälde zeigt einen Jungen und ein Mädchen, die ein Kleinkind zwischen sich in die Luft heben. Im Hintergrund ist noch eine weitere Spielszene zu erkennen. Drei Kinder stehen um einen Bollerwagen und wollen gerade ein kleines Kind herausheben. | Spielende italienische Kinder mit Hund, 1858                                    | 34,0 × 29,0 cm, Ölfarbe auf Eichenholz                                         | Augustinermuseum, Freiburg |
| Drei Männer mit Gewehren stehen auf einem Feld. Zwischen ihnen sitzt ein Hund, im Hintergrund ist ein Kirchturm erkennbar. | Ein badischer Freischärler mit seinen beiden Ordonnanzen, 1849                  | 56,9 × 46,3 cm, Ölfarbe auf textilem Träger, doubliert                         | Augustinermuseum, Freiburg |

### Ausstellungen
- Johann Baptist Kirner. Gemälde-Ausstellung, Aula des Otto-Hahn-Gymnasiums Furtwangen, 6. bis 27. August 1967
- Johann Baptist Kirner als Karikaturist, Furtwangen, 1969
- Lebensweisen – Genremalerei von J. B. Kirner und J. B. Pflug, Kunstmuseum Hohenkarpfen, 4. April bis 4. Juli 2004
- Johann Baptist Kirner. 1806–1866. Großherzoglich Badischer Hofmaler und Genremaler in der Biedermeierzeit, Deutsches Uhrenmuseum Furtwangen, 19. November 2016 bis 19. Januar 2017
- Johann Baptist Kirner. Der Blick des Zeichners, Augustinermuseum, Haus der Graphischen Sammlung, Städtische Museen Freiburg, 30. Oktober 2021 bis 30. Januar 2022
- Johann Baptist Kirner. Erzähltes Leben, Augustinermuseum, Städtische Museen Freiburg, 27. November 2021 bis 27. März 2022.